# Kloster Alconada
Das Kloster Alconada (auch: Arconada) war von 1956 bis 1978 ein Kloster der Trappistinnen und ist seit 1985 ein Kloster der Zisterzienserinnen in Ampudia de Campos, Comarca Tierra de Campos, Provinz Palencia in Spanien.

## Geschichte
Spätestens seit dem 14. Jahrhundert gab es in Alconada bei Ampudia (23 Kilometer südwestlich Palencia) einen Wallfahrtsort mit Einsiedelei, für den von 1729 bis 1747 eine Kirche gebaut wurde. 1956 verlegten die Trappistinnen des Heilig-Geist-Klosters in Olmedo, Provinz Valladolid ihren Konvent nach Alconada, wechselten jedoch 1978 ins Kloster Vico nach Arnedo. Dafür kam 1985 eine kleine Gruppe von Zisterzienserinnen aus dem Kloster El Valle in Aranda de Duero (Peugniez 816) zu einer Besiedelung, die noch andauert, aber gefährdet ist.